# Hylte község
Hylte község (svédül: Hylte kommun) Svédország 290 községének egyike. Halland megyében található, székhelye Hyltebruk. A mai község 1974-ben jött létre.

## Települései
A község települései:
| Település | Népesség | Megjegyzés         |
| --------- | -------- | ------------------ |
| Hyltebruk | 3742     | a község székhelye |
| Kinnared  | 297      |                    |
| Landeryd  | 372      |                    |
| Rydödbruk | 385      |                    |
| Torup     | 1239     |                    |
| Unnaryd   | 760      |                    |

Egyéb lakott helyek:
- Brännögård
- Drängsered
- Fröslida
- Långaryd
- Nyby
- Nyebro

### Külső hivatkozások
- Hivatalos honlap (svéd, angol, német)